# 2 euro commemorativi emessi nel 2007

## Emissione comune
| Immagine | Paese          | Tema | Tiratura   | Emissione     | Disegnatore |
| --- | -------------- | --- | ---------- | ------------- | ----------- |
| | Unione europea | 50º anniversario della firma dei Trattati di Roma | 86.704.161 | 25 marzo 2007 | Luc Luycx   |
| Descrizione: al centro della moneta è raffigurato il trattato firmato dai sei Stati membri fondatori su uno sfondo che evoca la pavimentazione, disegnata da Michelangelo, della Piazza del Campidoglio a Roma, dove il trattato fu firmato il 25 marzo 1957. La traduzione della parola «Europa» appare al di sopra del libro. La traduzione delle parole «Trattato di Roma 50 anni» è incisa al di sopra del disegno. L'anno 2007 e il nome del paese emittente sono incisi sotto il disegno. Sull’anello esterno della moneta figurano le 12 stelle della bandiera dell’Unione europea. I tre microstati aderenti all'euro grazie ad accordi speciali (Principato di Monaco, San Marino e Città del Vaticano) non hanno coniato questa moneta, non essendo queste nazioni appartenenti all'Unione europea. Di contro, alcuni stati membri che non hanno (o non avevano) ancora aderito all'euro, come Cipro e Ungheria, hanno partecipato al programma di emissione, coniando nelle loro valute locali delle monete commemorative simili a questa. |                | |            | 25 marzo 2007 | Luc Luycx   |
| | Austria        | Iscrizioni in lingua austriaca: VERTRAG VON ROM, 50 JAHRE, EUROPA, REPUBLIK ÖSTERREICH                                                               | 9.000.000  | 25 marzo 2007 | Luc Luycx   |
| | Belgio         | Iscrizioni in lingua latina: PACTVM ROMANVM, QVINQVAGENARIVM, EUROPAE; nome dello stato in francese (BELGIQUE), olandese (BELGIE), tedesco (BELGIEN) | 5.000.000  | 25 marzo 2007 | Luc Luycx   |
| | Finlandia      | Iscrizioni in lingua finlandese: ROOMAN SOPIMUS 50 V, EUROOPPA, SUOMI FINLAND                                                                        | 1.400.000  | 25 marzo 2007 | Luc Luycx   |
| | Francia        | Iscrizioni in lingua francese: TRAITÉ DE ROME, 50 ANS, EUROPE, RÉPUBLIQUE FRANÇAISE                                                                  | 9.400.000  | 25 marzo 2007 | Luc Luycx   |
| | Germania       | Iscrizioni in lingua tedesca: RÖMISCHE VERTRÄGE, 50 JAHRE, EUROPA, BUNDESREPUBLIK DEUTSCHLAND                                                        | 30.000.000 | 25 marzo 2007 | Luc Luycx   |
| | Grecia         | Iscrizioni in lingua greca: ΣΥΝΘΗΚΗ ΤΗΣ ΡΩΜΗΣ, 50 ΧΡΟΝΙΑ, ΕΥΡΩΠΗ, ΕΛΛΗΝΙΚΗ ΔΗΜΟΚΡΑΤΙΑ                                                                | 4.000.000  | 25 marzo 2007 | Luc Luycx   |
| | Irlanda        | Iscrizioni in lingua irlandese: conradh na róimhe, 50 bliain, an eoraip, éire 2007                                                                   | 4.650.112  | 25 marzo 2007 | Luc Luycx   |
| | Italia         | Iscrizioni in lingua italiana: TRATTATI DI ROMA, 50º ANNIVERSARIO, EUROPA, REPUBBLICA ITALIANA                                                       | 5.000.000  | 25 marzo 2007 | Luc Luycx   |
| | Lussemburgo    | Iscrizioni in lingua francese: TRAITÉ DE ROME, 50 ANS, EUROPE; nome dello stato in lingua lussemburghese: LËTZEBUERG                                 | 2.000.000  | 25 marzo 2007 | Luc Luycx   |
| | Paesi Bassi    | Iscrizioni in lingua olandese: VERDRAG VAN ROME, 50 JAAR, EUROPA, KONINKRIJK DER NEDERLANDEN                                                         | 6.355.500  | 25 marzo 2007 | Luc Luycx   |
| | Portogallo     | Iscrizioni in lingua portoghese: TRATADO DE ROMA, 50 ANOS, EUROPA, PORTUGAL                                                                          | 1.520.000  | 25 marzo 2007 | Luc Luycx   |
| | Slovenia       | Iscrizioni in lingua slovena: RIMSKA POGODBA, 50 LET, EVROPA, SLOVENIJA                                                                              | 400.000    | 25 marzo 2007 | Luc Luycx   |
| | Spagna         | Iscrizioni in lingua spagnola: TRATADO DE ROMA, 50 AÑOS, EUROPA, ESPAÑA                                                                              | 8.000.000  | 25 marzo 2007 | Luc Luycx   |

## I 2 euro commemorativi emessi
| Immagine | Paese              | Tema | Tiratura   | Emissione        | Disegnatore               |
| --- | ------------------ | --- | ---------- | ---------------- | ------------------------- |
| | Germania           | Presidenza al Meclemburgo-Pomerania Anteriore al Bundesrat : Castello di Schwerin 2ª moneta della I serie dedicata ai Länder tedeschi | 30.000.000 | 2 febbraio 2007  | Heinz Hoyer               |
| Descrizione: la parte interna della moneta reca un'effigie del castello di Schwerin. La scritta «Mecklenburg-Vorpommern» è incisa al di sotto del castello e le iniziali dell'incisore «HH» figurano sul fondo della parte interna della moneta. Una delle lettere «A», «D», «F», «G» o «J» figura come marchio della zecca al di sopra del disegno. Sull’anello esterno della moneta figurano le 12 stelle della bandiera dell’Unione europea, le 12 stelle costituiscono un semicerchio nella parte superiore dell'anello esterno, interrotto al vertice della moneta dall'anno di conio «2007». Le parole «Bundesrepublik Deutschland» formano un semicerchio nella parte inferiore dell'anello esterno. |                    | |            |                  |                           |
| | Lussemburgo        | Palazzo del Granduca | 1.000.000  | 2 febbraio 2007  | Alain Hoffman             |
| Descrizione: nel campo destro della parte interna della moneta è rappresentata l'effigie di Sua Altezza Reale, il Granduca Henri, con lo sguardo rivolto a sinistra, sovrapposta all'immagine del palazzo granducale, che figura nel campo sinistro della parte interna. L'anno 2007 è inciso nel campo sinistro della parte interna, con il marchio dell'incisore in alto e il marchio della zecca in basso. La parola «LËTZEBUERG» (Lussemburgo) appare sotto il disegno, nella parte interna della moneta. Sull’anello esterno della moneta figurano le 12 stelle della bandiera dell’Unione europea. |                    | |            |                  |                           |
| | Monaco             | 25º anniversario della scomparsa di Grace Kelly                                                                                       | 20.001     | 1º luglio 2007   | Roger Bernard Baron       |
| Descrizione: la parte interna della moneta rappresenta l'effigie della Principessa Grace, ritratta di profilo, a sinistra. In basso a destra, in un arco, è iscritta la legenda «MONACO», seguita dal marchio della zecca, dall'indicazione dell'anno «2007» e dal marchio dell'incisore. Il nome dell'artista (R. B. BARON) è iscritto sotto i capelli della Principessa. Sull’anello esterno della moneta figurano le 12 stelle della bandiera dell’Unione europea. |                    | |            |                  |                           |
| | Portogallo         | Turno di Presidenza del Consiglio dell'Unione europea tenuto dal Portogallo                                                           | 1.250.000  | 1º luglio 2007   | Maria Irene Vilar         |
| Descrizione: la parte interna della moneta reca la raffigurazione di una quercia da sughero (Quercus suber). Sotto i rami, sulla sinistra, lo stemma portoghese; sulla destra, la parola «POR TU GAL» scritta su tre linee. Le parole «2007 PRESIDÊNCIA DO CONSELHO DA UE» sono incise a semicerchio in basso nella parte interna della moneta, con la firma dell'artista (I Vilar) sulla sinistra e il marchio della zecca (INCM) vicino allo stemma. Sull’anello esterno della moneta figurano le 12 stelle della bandiera dell’Unione europea. |                    | |            |                  |                           |
| | San Marino         | 200º anniversario della nascita di Giuseppe Garibaldi                                                                                 | 130.000    | 9 ottobre 2007   | Ettore Lorenzo Frapiccini |
| Descrizione: nel cerchio interno della moneta vi è raffigurato il ritratto di Giuseppe Garibaldi. L'iscrizione «SAN MARINO» e l'anno di conio «2007» sono incisi lungo il cerchio rispettivamente sul lato sinistro e sul lato destro. Il marchio della zecca «R» e le iniziali dell'autore Ettore Lorenzo Frapiccini «E.L.F.» figurano sul lato sinistro del cerchio interno. Sull’anello esterno della moneta figurano le 12 stelle della bandiera dell’Unione europea. |                    | |            |                  |                           |
| | Città del Vaticano | 80º compleanno di Benedetto XVI | 100.000    | 23 ottobre 2007  | Daniela Longo             |
| Descrizione: nella parte interna della moneta è raffigurato il busto di Sua Santità Benedetto XVI con il profilo rivolto a sinistra. La didascalia «BENEDICTI XVI P.M. AETATIS ANNO LXXX CITTA' DEL VATICANO» è incisa attorno al ritratto. Sul lato sinistro, il marchio della zecca «R», l'anno di emissione «2007» e le iniziali dell'incisore «M.C.C. INC.», sul lato destro, il nome dell'autore «LONGO». Sull’anello esterno della moneta figurano le 12 stelle della bandiera dell’Unione europea. |                    | |            |                  |                           |
| | Finlandia          | 90º anniversario dell'Indipendenza della Finlandia                                                                                    | 2.000.000  | 1º dicembre 2007 | Reijo Juhani Paavilainen  |
| Descrizione: nella parte interna della moneta sono raffigurate nove persone che remano in una barca dotata di lunghi remi. Al vertice e alla base del disegno sono indicati rispettivamente l'anno di conio 2007 e l'anno 1917. Il marchio della zecca figura sul lato sinistro e l'indicazione del paese «FI» sul lato destro. Sull’anello esterno della moneta figurano le 12 stelle della bandiera dell’Unione europea. |                    | |            |                  |                           |